# War Dance
Pour plus de détails, voir Fiche technique et Distribution.
War Dance est un film américain réalisé par Sean Fine et Andrea Nix, sorti en 2007.

## Synopsis
Trois enfants vivent dans un camp de réfugiés dans le nord de l'Ouganda. Ils participent à une compétition nationale de danse.

## Fiche technique
- Titre : War Dance
- Réalisation : Sean Fine et Andrea Nix
- Scénario : Sean Fine et Andrea Nix
- Musique : Asche & Spencer, Chris Beaty, Ryan Dodge, Greg Herzenach, Beth Husnik, Alan Omerovic, Tom Scott, Thad Spencer, Janell Vircks, Richard Werbowenko et Al Wolovitch
- Photographie : Sean Fine
- Montage : Jeff Consiglio
- Production : Albie Hecht
- Société de production : Rogues Harbor Studios, Fine Films et Shine Global
- Société de distribution : THINKFilm (États-Unis)
- Pays :  États-Unis
- Genre : Documentaire
- Durée : 105 minutes
- Dates de sortie : 
  -  États-Unis : 9 novembre 2007

## Distinctions
Le film a été nommé à l'Oscar du meilleur film documentaire en 2008.